# René Sommerfeldt
René Sommerfeldt (né le 2 octobre 1974) à Zittau est un fondeur allemand. Il a gagné la Coupe du monde en 2004. Auparavant, il était devenu vice-champion du monde du 50 km à Lahti en 2001.
Il a connu aussi deux podiums olympiques, à chaque fois en relais en 2002 et 2006.
Il prend sa retraite sportive en 2010.

## Palmarès

### Jeux olympiques
- Jeux olympiques d'hiver de 2002 à Salt Lake City  États-Unis:
  -  Médaille de bronze en relais 4 × 10 km.
- Jeux olympiques d'hiver de 2006 à Turin  Italie:
  -  Médaille d'argent en relais 4 × 10 km.

### Championnats du monde
- Championnats du monde de ski nordique 2001 à Lahti  Finlande:
  -  Médaille d'argent sur 50 km.
  -  Médaille de bronze en relais 4 × 10 km.
- Championnats du monde de ski nordique 2003 à Val di Fiemme  Italie:
  -  Médaille d'argent en relais 4 × 10 km.

### Coupe du monde
- Meilleur classement général : 1er en 2004.
- Meilleur classement en distance : 1er en 2004.
- 31 podiums : 
  - 14 podiums par équipe dont : 2 victoires.
  - 17 podiums en épreuve individuelle dont : 3 victoires.
- 2e du Tour de ski 2007-2008 avec une victoire d'étape.

 Dernière mise à jour le 14 décembre 2009 

#### Détail des victoires
- saison 2002-2003 :
  - 10 km libre de Kavgolovo
- saison 2003-2004 :
  - Poursuite 30 km de Oberstdorf
  - 50 km libre d'Oslo